# Maria de Molina
Maria de Molina (c. 1265 — Valladolid, 1321), senhora de Molina e Mesa, foi rainha consorte de Castela e Leão pelo seu matrimónio com Sancho IV, de 1284 a 1295, e rainha regente durante as minoridades do seu filho Fernando IV e do seu neto Afonso XI.

## Biografia
Maria nasceu em cerca de 1265, filha de D. Afonso de Molina e senhor de Molina (que era filho de Afonso IX de Leão) e de Maior Afonso, 6.ª senhora de Menezes. Em 1282 casou-se com o seu primo Sancho, segundo filho de Afonso X, o Sábio. Apesar de não terem obtido previamente a necessária dispensa canónica de parentesco, a sua união foi legitimada em 1301 pelo papa Bonifácio VIII, seis anos depois da morte do seu esposo, em 1295.
Com a morte de Afonso X em 1284 e a proclamação de Sancho IV de Leão e Castela, passou a ser rainha consorte. O reinado de Sancho foi breve, tendo morrido em 1295, e o seu filho primogénito Fernando IV foi proclamado rei aos 9 anos de idade, com Maria de Molina como rainha regente até à sua maioridade.
Leão e Castela viram-se envolvidos em conflitos internos. O trono era pretendido por Afonso de Lacerda, apoiado por uma facção de nobres encabeçada pelo seu cunhado, o infante D. João. Esta pretensão fôra originada quando Sancho IV de Leão e Castela se apoderara do trono legado a Afonso de Lacerda, em desrespeito à vontade testamentária do anterior rei Afonso X.
A legitimidade de Fernando IV também foi disputada, devido a Sancho IV e Maria de Molina não terem pedido dispensa papal para o seu matrimónio. Os principais opositores a Fernando foram os seus tios, os infantes João e Henrique o Senador, irmãos de Afonso X, e os seus primos, os infantes de La Cerda, filhos do infante Fernando de La Cerda, primogénito de Afonso X.
Era um tempo de relativa anarquia. Os nobres levantaram-se contra o rei e pediam novos benefícios em troca de uma certa lealdade, mas uma vez obtidos estes, voltavam aos seus feudos para maquinar novas sublevações. Foram apoiados por Jaime II de Aragão e Dinis de Portugal, cujas tropas entraram em Castela em 1296.

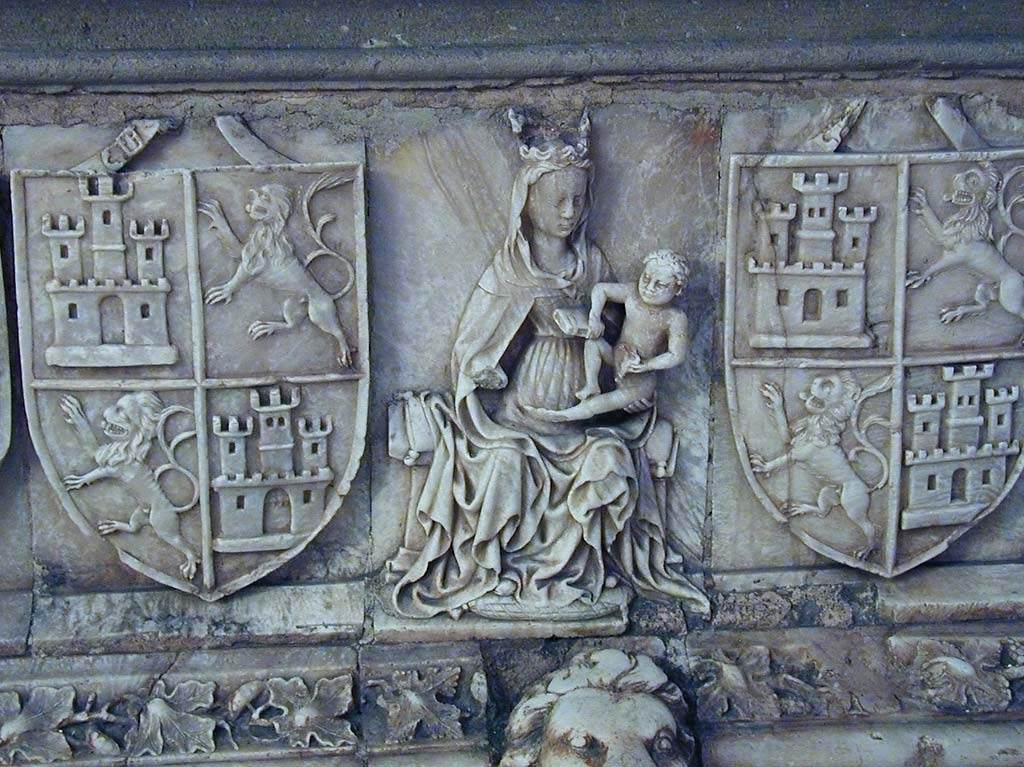
Túmulo de Maria de Molina no Mosteiro de Las Huelgas Reales, Valladolid.

D. Dinis acabou por aceitar terminar a invasão em troca das vilas de Serpa e Moura. Pelo Tratado de Alcanises (1297) firmou a Paz com Castela, definindo-se nesse tratado as fronteiras actuais entre os dois países ibéricos. Por este tratado previa-se também uma paz de 40 anos, amizade e defesa mútuas.

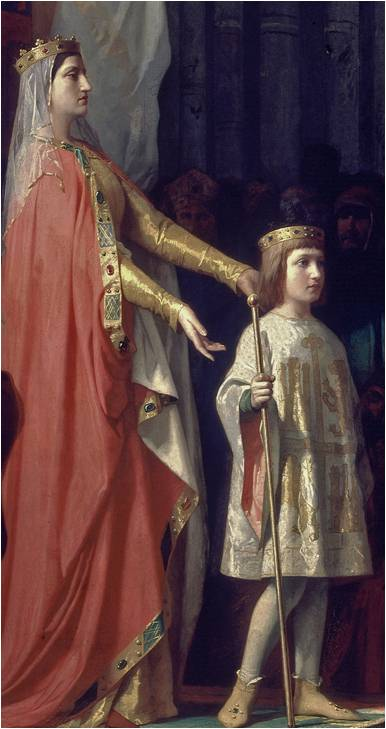
Maria com o filho Fernando IV de Castela, em pintura de Antonio Gisbert de 1863.

Pouco a pouco, e graças ao grande prestígio político que ganhou durante o seu governo, Maria de Molina foi conseguindo desarmar estes nobres revoltosos. O próprio infante D. João, seu cunhado, chegou a prestar vassalagem ao rei. A habilidade política e a perseverança de Maria de Molina conseguiram dominar os seus adversários. As intervenções de Aragão e Filipe IV de França, senhor de Navarra, também foram rechaçadas, e os direitos de Fernando IV foram confirmados. E em 1301 uma bula papal declarou válido o seu casamento de Sancho IV.
Quando Fernando alcançou a maioridade, Maria entregou-lhe o governo e afastou-se da política. No entanto, ainda sofreu diversas ofensas do seu ingrato filho. Lutara com todas as suas armas para manter o reino em paz e para o entregar ao seu filho em condições bastante favoráveis, mas os historiadores contam que Fernando IV mostrou-se ingrato com a sua mãe. Pediu contas dos gastos do reino, que tinham sido empregues para manter a paz. A rainha-mãe enfrentou a situação humilhante com firmeza e dignidade e apresentou as contas em pormenor, onde se podia ver como tinha usado o seu próprio dinheiro para o erário público. Também apresentou as jóias de Sancho IV intactas, a pedido do seu filho, juntamente com as suas próprias jóias.
Mas Fernando morreria em campanha contra o Reino de Granada a 7 de Setembro de 1312, deixando dois filhos pequenos e a sua consorte viúva, que veio a falecer um ano depois. Maria voltou à regência durante os primeiros tempos da minoridade do seu neto Afonso XI. Morreria em Valladolid em 1321.

## Casamento e descendência
Do seu casamento em 1282 com Sancho IV de Leão e Castela, teve:
- Isabel de Castela, viscondessa de Limoges (1283-1328), esposa de Jaime II de Aragão e depois de João III, duque da Bretanha
- Fernando IV de Castela (1284-1312), o Emprazado, casado com Constança de Portugal (1290-1313)
- Afonso, infante de Castela (1286-1291)
- Henrique, infante de Castela (1288-1299)
- Pedro, infante de Castela, senhor de Los Cameros (1290-1319) casou-se com Maria, infanta de Aragão e foi pai de Branca de Castela, primeira consorte de D. Pedro I de Portugal
- Filipe, infante de Castela, senhor de Ribera e Cabrera (1292-1359), casou-se com Margarida de La Cerda, neta de Fernando de La Cerda
- Beatriz de Castela (1293-1359), consorte de Afonso IV de Portugal